# Jota Loyola Crovetto
José Manuel Loyola Crovetto (Santiago de Chile, 28 de junio de 1985), más conocido como Jota Loyola Crovetto, es un periodista, director, editor y guionista de no ficción chileno. 

## Biografía
Estudió Periodismo en la Universidad Diego Portales (2004-2008) y hoy cuenta con 15 años de experiencia en realización audiovisual, tanto en canales de televisión como productoras audiovisuales independientes.

## Carrera profesional
Comenzó su carrera periodística participando en programas de investigación televisiva en Chile, tales como Informe Especial (2008), Por qué en mi Jardín (2011), En La Mira (2014-2015), Qué Comes (2016), y Misión Encubierta (2017-2018).
Obtuvo una "Beca Chile" en 2013, culminando en la obtención de un título de maestría en Políticas Públicas en la Universidad de Bristol, Inglaterra. Tras residir dos años en el Reino Unido, regresó a Chile y se unió como realizador e investigador a La Ventana Cine, una productora especializada en contenido audiovisual de no ficción.
En sus primeros años en La Ventana Cine, colaboró en diversos proyectos para canales destacados en Chile, como Televisión Nacional de Chile (TVN), Canal 13, y MEGA, así como trabajó directamente con Chilevisión. Desde el año 2020, se desempeñó como Director de Contenidos de La Ventana Cine.
En 2022, Loyola debutó como director con la serie internacional "Secreto Ancestral", explorando la medicina indígena en ocho países de América. La serie fue una coproducción ganadora de múltiples fondos, emitida en varios países y reconocida en festivales internacionales.
Gracias a esta experiencia, Loyola realizó la transición del lenguaje televisivo al cine, dirigiendo el telefilme "Antarctica: Searching for Adaptation". Esta obra, que tomó cinco años de trabajo, se estrenó en noviembre de 2023 y narra la historia de científicos que buscan esperanza ante la amenaza del cambio climático en la Antártica.
A lo largo de 2023, Loyola continuó su contribución al ámbito televisivo como director de dos series infantiles en NTV y como editor de contenidos y jefatura de guiones en "Chile 50", un programa conmemorativo a los 50 años del Golpe de Estado en Chile de 1973, emitido en TVN.
Su próximo proyecto, el largometraje documental "Lonko", representa ocho años de registro íntimo con una familia mapuche-pehuenche en la Cordillera de Los Andes, buscando comprender el proceso de transformación que vive la comunidad "Pedro Currilem".

## Filmografía

### Director
- “Secreto Ancestral”, serie de televisión (2022, coproducción internacional).

- “Laboratorio Chatarra”, serie de televisión (2023, NTV).

- “Somos L@s Niñ@s, temporada 2”, serie de televisión emitida (2023, NTV).

- “Antartica: Searching for Adaptation”, telefilme (2023).

- “Lonko”, largometraje documental (en desarrollo).

### Editor periodístico / Guionista
- “Chile 50”, serie de televisión (2023, Televisión Nacional de Chile - TVN)

- "Somos L@s Niñ@s, temporada 1", serie de televisión (2020, Televisión Nacional de Chile - TVN).

- "Maestr@s", serie de televisión (2020, Televisión Nacional de Chile - TVN; 2018, Canal 13).

- "Yo estuve ahí", serie de televisión (2020, Canal 13).

## Reconocimientos

### Realización e investigación
- Premio Red TAL TV “Gran Premio América Latina”, 2023, serie de televisión “Secreto Ancestral”.

- Premio UPPI "Mejor programa de televisión", 2018, serie de televisión “Maestros”, Canal 13.

- Premio "Pobre el que no cambia de mirada", 2016, programa de investigación “En La Mira”, Chilevisión.

- Premio "Special Citizenship Award", 2013, Escuela de Políticas Públicas, Universidad de Bristol, Inglaterra.
- Premio "Periodismo de Excelencia Audiovisual", 2010, documental “Minas de Oro, desechos de Muerte”, CNN Chile.